# Monaster Przemienienia Pańskiego Eleazara Pskowskiego
Monaster Przemienienia Pańskiego Eleazara Pskowskiego – prawosławny żeński, pierwotnie męski klasztor położony 25 km na północ od Pskowa, w jurysdykcji eparchii pskowskiej Rosyjskiego Kościoła Prawosławnego.

## Historia
Monaster został założony przez uczonego mnicha Eufrozyna z Monasteru Snietogórskiego, który w 1425 opuścił swój klasztor, by prowadzić życie pustelnicze. Szybko zebrali się jednak wokół niego uczniowie, którzy zapoczątkowali kolejną wspólnotę mniszą. Jeszcze za życia Eufrozyna na terenie monasteru zbudowano pierwszą cerkiew. W 1574 na jego miejscu wzniesiono sobór Trzech Świętych Hierarchów w tradycyjnym stylu pskowskim, a następnie dobudowano do niego drugi ołtarz Narodzenia Matki Bożej w stylu moskiewskim. Tak powstała świątynia miała symbolizować początek państwowości ruskiej na ziemi pskowskiej, a następnie jej umocnienie, jakie dokonało się za sprawą Moskwy.
W XVI w. w monasterze żył mnich Filoteusz, autor wyłożonej w listach do wielkiego księcia moskiewskiego Wasyla III, a być może także Iwana III Srogiego koncepcji Moskwy – Trzeciego Rzymu.
Monaster był wielokrotnie niszczony podczas napadów Litwinów, Polaków i inflanckiej gałęzi zakonu krzyżackiego. Z czasem jego prestiż znacznie spadł. W 1764, podczas sekularyzacji majątków cerkiewnych, klasztor nie został zamknięty, ale również nie przyznano mu państwowego utrzymania. W 1766 sprowadzono do niego mnichów ze zlikwidowanego monasteru Przemienienia Pańskiego w Wielkich Pustyniach. Dla jego upamiętnienia w soborze monasterskim urządzono trzeci ołtarz pod wezwaniem Przemienienia Pańskiego, a klasztor Eleazara Pskowskiego stał się ośrodkiem kultu ikony Chrystusa Zbawiciela dotąd czczonej w Wielkich Pustyniach. W 1804 do monasteru skierowano również ostatnich mnichów likwidowanego Monasteru Snietogórskiego, zaś w 1813 monaster Eleazara zaliczono w poczet klasztorów II klasy z odpowiadającym jej państwowym uposażeniem. 

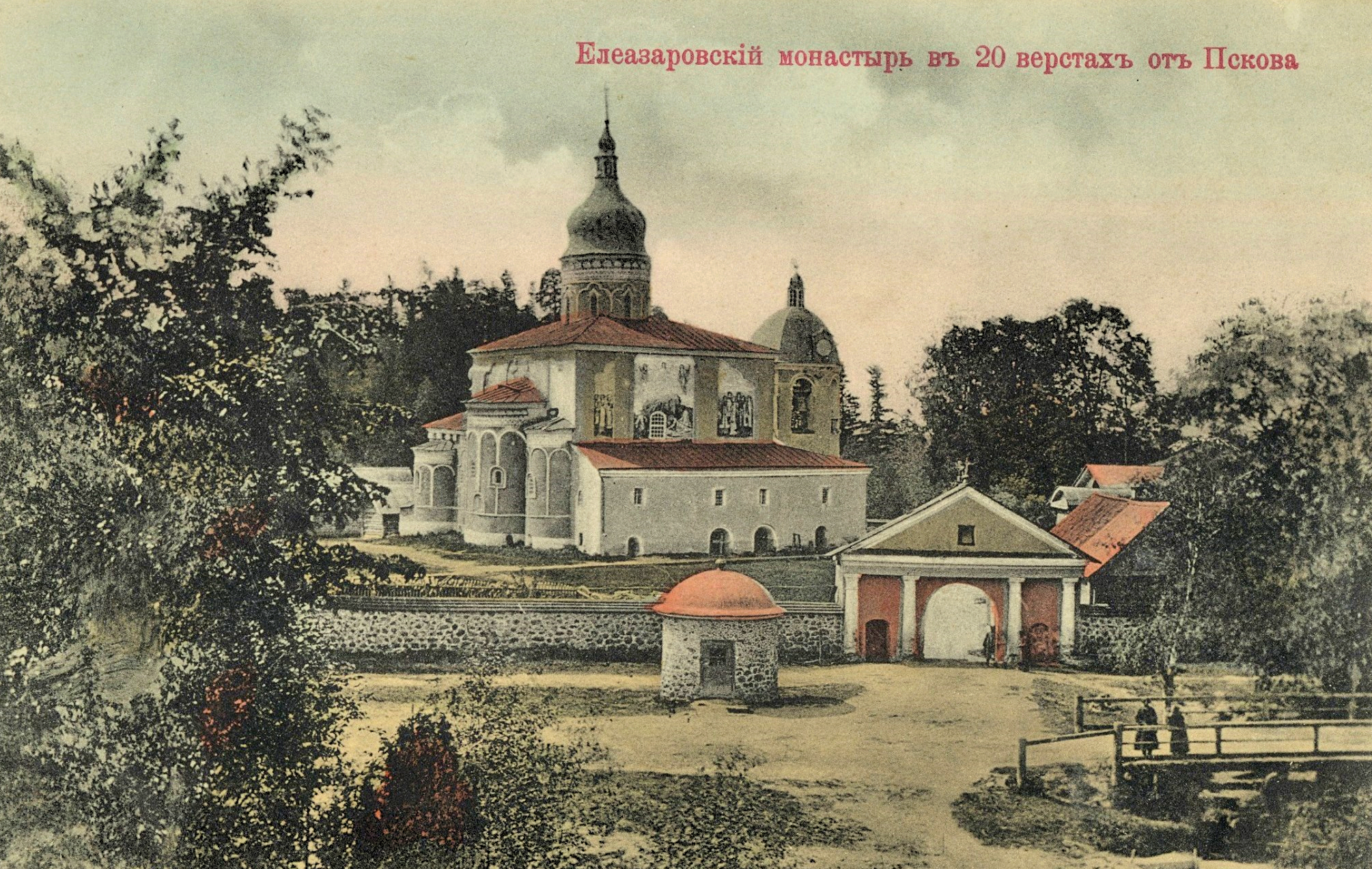
Monaster pod koniec XIX wieku

W 1906 dokonano zmian w regule wewnętrznej monasteru, wprowadzając ścisły cenobityzm, w klasztorze pojawili się mnisi-starcy. Wzorem dla klasztoru stała się Pustelnia Glińska, z której do wspólnoty przybyło kilku doświadczonych mnichów. Przed 1917 w monasterze przebywało 18 mnichów i 15 posłuszników. Po rewolucji październikowej, w 1918, cała wspólnota klasztoru została z niego wywieziona i zamordowana. Cerkiew klasztorna była jeszcze czynna co najmniej do 1920. Następnie kompleks zabudowań sakralnych zaadaptowano na cele świeckie, mieściło się w nim m.in. gospodarstwo rolne, dom ludowy, przytułek dla niepełnosprawnych dzieci, sanatorium dla dzieci chorych na gruźlicę, ośrodek wypoczynkowy, budynki mieszkalne. Budynki monasterskie uległy znacznej dewastacji.
Monaster został restytuowany w 2000 jako żeński. Pierwszą przełożoną klasztoru została mniszka Elżbieta (Bielajewa), zaś w 2005 osiem kolejnych kobiet złożyło w nim śluby wieczyste.

## Przełożeni

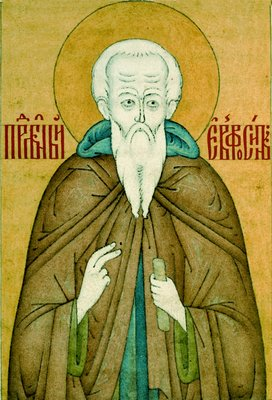
Eufrozyn Pskowski

## Przełożeni[7]

### Przełożeni klasztoru męskiego

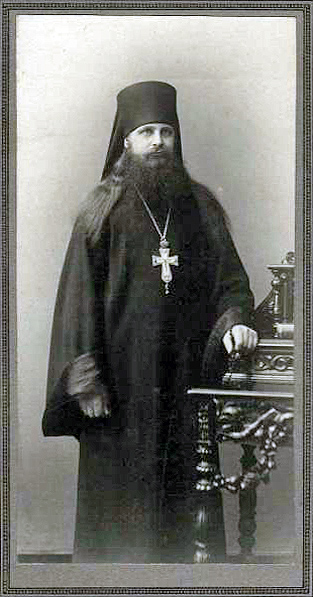
Juwenaliusz (Masłowski) przeprowadził na początku XX w. gruntowną reorganizację życia w monasterze

- Eufrozyn, następnie schimnich Eleazar
- Charłamp
- Ignacy, wzmiankowany 1481
- Filoteusz
- Pamfił, wzmiankowany 1505
- Nifont, wzmiankowany 1514
- Teodozjusz, wzmiankowany 1547
- Gennadiusz, do 1554
- Nil
- Nikon, wzmiankowany 1587–1588
- Joazaf, wzmiankowany 1601
- Sawwacjusz, wzmiankowany 1605
- Teodozjusz, wzmiankowany 1623
- Józef, wzmiankowany 1630, 1636, 1639
- Eutymiusz, wzmiankowany 1649
- Mateusz, 1670–1679
- Tarazjusz, wzmiankowany 1682
- Misael, 1684–1689
- Symeon, wzmiankowany 1692
- Parteniusz, wzmiankowany 1694 i 1695
- Samson, wzmiankowany 1721
- Wissarion, ok. 1730
- Józef, wzmiankowany 1742, 1745, 1747
- Ignacy, wzmiankowany 1752
- Szymon, wzmiankowany 1752, 1756
- Bartłomiej, 1761–1764
- Dionizy, 1764–1774
- Gerazym, 1774–1780
- Gedeon
- Joazaf
- Atanazy, do 1810
- Atanazy (Tielatjew), 1810–1819
- Zozym (Smiriagin), 1819–1821
- Hieronim, 1821–1823
- Melecjusz (Leonowicz), 1823–1824
- Piotr
- Innocenty (Sielnokrinow-Korowin), 1824–1827
- Antoni, 1827–1828
- Melchizedek (Zołotinski), 1826–1841
- Antoni (Szokotow), 1841–1845
- Mitrofan, 1845–1854
- Porfiry, 1855–1859
- Polieuktes (Piaskowski), 1860–1862
- Heliodor, 1862–1866
- Platon, 1867
- Mikołaj, w latach 80. XIX w.
- Domecjusz, lata 80. XIX w.
- Paweł, 1895
- Cyryl, 1901
- Juwenaliusz (Masłowski), 1906–1910

### Przełożone klasztoru żeńskiego
- Elżbieta (Bielajewa), 2000–2010
- p.o. przełożonej Eufrozyna (Gołowniewa), od 2012[8]